# Carlos Bracho
Carlos Bracho (Aguascalientes, 6 de outubro de 1937) é um ator mexicano.

## Filmografia

### Televisão
- Los Ricos Panchos (2020) -  Don Enésimo Zapata de Navarro
- Mi marido tiene más familia (2018) -[2]Canuto Córcega
- Enamorándome de Ramón (2017) - Pedro
- La vecina (2015) - Juan Carlos Uribe
- Por ella soy Eva (2012) - Modesto Caballero
- Soy tu dueña (2010) - Padre Justino Samaniego #1
- Fuego en la sangre (2008) - Bernardo Elizondo
- Muchachitas como tú (2007) - Bernardo Barboza
- Amor sin maquillaje (2007)
- La fea más bella (2006) - Humberto Mendiola
- Mujer de madera (2004) - Ramiro Linares
- El derecho de nacer (2001) - Don Rafael del Junco
- Mujeres engañadas (2000) - Lic. Ernesto Sierra
- Por tu amor (1999) - Luévano
- Tres mujeres (1999) - Dr. Salazar
- Ángela (1998) - Salvador Bautista
- Sin ti (1997-1998) - Félix Guzmán
- Amada enemiga (1997)
- Mi querida Isabel (1996) - Bernardo
- La sombra del otro (1996) - Don Clemente Madrigal
- Agujetas de color de rosa (1994) - Jorge Bosch
- Milagro y magia (1991) - George O'Higgins
- Valeria y Maximiliano (1991) - Miguel Landero
- Mi pequeña Soledad (1990) - Hernán Villaseñor
- Morir para vivir (1989) - Andrés Guzmán
- Luz y sombra (1989) - Ricardo Saucedo
- Pasión y poder (1988) - Arturo Montenegro
- El maleficio (1983) - Pedro Jiménez
- En busca del paraíso (1982) - José Luis
- La madre (1980) - Nikolai
- Aprendiendo a amar (1979) - Alfredo
- Pasiones encendidas (1978) - Fernando
- Mañana será otro día (1976) - Armando
- Pobre Clara (1975) - Francisco Escobedo
- Marina (1974)
- Mi rival (1973) - Gonzalo
- La hiena (1973) - 'Emilio Martínez
- El carruaje (1972) - Octavio Rivera
- La Constitución (1970) - Miguel Guerra
- La cruz de Marisa Cruces (1970) - Alfredo
- El precio de un hombre (1970)
- Sin palabras (1969) - Pierre Duhamel
- Más allá de la muerte (1969) - Ángel Ramírez
- El retrato de Dorian Gray (1969) - Lord Henry
- Los Caudillos (1968) - Ignacio Allende
- Leyendas de México (1968)
- Mariana (1968) - Miguel
- Lágrimas amargas (1967) - Ernest Monseny
- La tormenta (1967) - Teniente Fernández
- Incertidumbre (1967)
- El patio de Tlaquepaque (1966)

### Cinema
- La última muerte (2011) - Wilkins
- Juego limpio (1995) - El Jefe
- Como sacar 10 en civismo (1995)
- Con el miedo en las venas (1990) - Luis Beltrán
- El sexo de los ricos (1984) - Luis Alcántara
- Antonieta (1982) - José Vasconcelos
- Cananea (1978)
- Ángel negro (1978)
- La coquito (1977)
- Espejismo de la ciudad (1976) - José Inés
- San Simón de los Magüeyes (1973)
- Aquellos años (1973)
- El vals sin fin (1972)
- Lo que más queremos (1972)
- Me he de comer esa tuna (1972)
- Vendedor de diamantes (1972)
- Mamá Dolores (1971)
- Vuelo 701 (1971) - Eduardo Valdés
- La generala (1971) - Manuel Sampedo / Ing. Alejandro Robles Escandón
- Alguien nos quiere matar (1970) - Juan Pablo Ortigosa
- Rubí (1970) - César
- Flor de durazno (1970)
- Claudia y el deseo (1970) - Dr. Pimentel
- Los ángeles de Puebla (1968) - Tirso
- Lo prohibido (1967)